# Bokor
Bokor là một thị trấn thuộc hạt Nógrád, Hungary. Thị trấn này có diện tích 6,75 km², dân số năm 2010 là 113 người, mật độ 17 người/km².